# Banque nationale agricole
Pour les articles homonymes, voir BNA.
La Banque nationale agricole (arabe : البنك الوطني الفلاحي) ou BNA est une banque publique tunisienne.
Fondée le 1er juin 1959, elle a le statut de société anonyme dont le capital social se monte à 176 millions de dinars.

## Histoire
À l'époque de sa création, l'agriculture tunisienne est financée par l'ancien système de crédit agricole constitué par la Caisse mutuelle de crédit agricole, la Caisse foncière et les Sociétés tunisiennes de prévoyance et adapté aux structures du protectorat.
C'est le président Habib Bourguiba qui lance véritablement ses activités le 10 octobre 1959. Après dix ans de croissance de son activité et son importante participation dans le développement économique du pays, au travers de l'ouverture de ses financements aux différents secteurs, l'institution prend le nom de Banque nationale de Tunisie (BNT).
La restructuration de la BNT et sa fusion avec la Banque nationale de développement agricole, en octobre 1989, redonnent à la banque sa dénomination initiale et unifient à nouveau les structures d'octroi du crédit agricole. Cette fusion constitue le début du processus de restructuration du système bancaire tunisien.
Après la révolution tunisienne de 2011, Jaafar Khattèche est nommé président-directeur général de la banque, succédant à Mohamed Bichiou,.
En 2012, la Banque nationale agricole signe un partenariat sportif de quatre ans avec le Comité national olympique tunisien, partenariat valable jusqu'en 2015.
En décembre 2015, le PDG est remplacé par Habib Benhadj-Kouider qui prend officiellement ses fonctions le 11 décembre après une année difficile. En effet la direction annonce que le résultat net d'exploitation a été divisé par deux, passant de 50,8 à 25,4 millions de dinars.
Pour l'exercice 2017, la banque annonce des résultats atteignant près de 190 millions de dinars. La direction décide alors de faire un geste en faveur des porteurs avec la distribution en avril 2018 d'une action gratuite pour dix actions.

Ancien logo de la BNA.
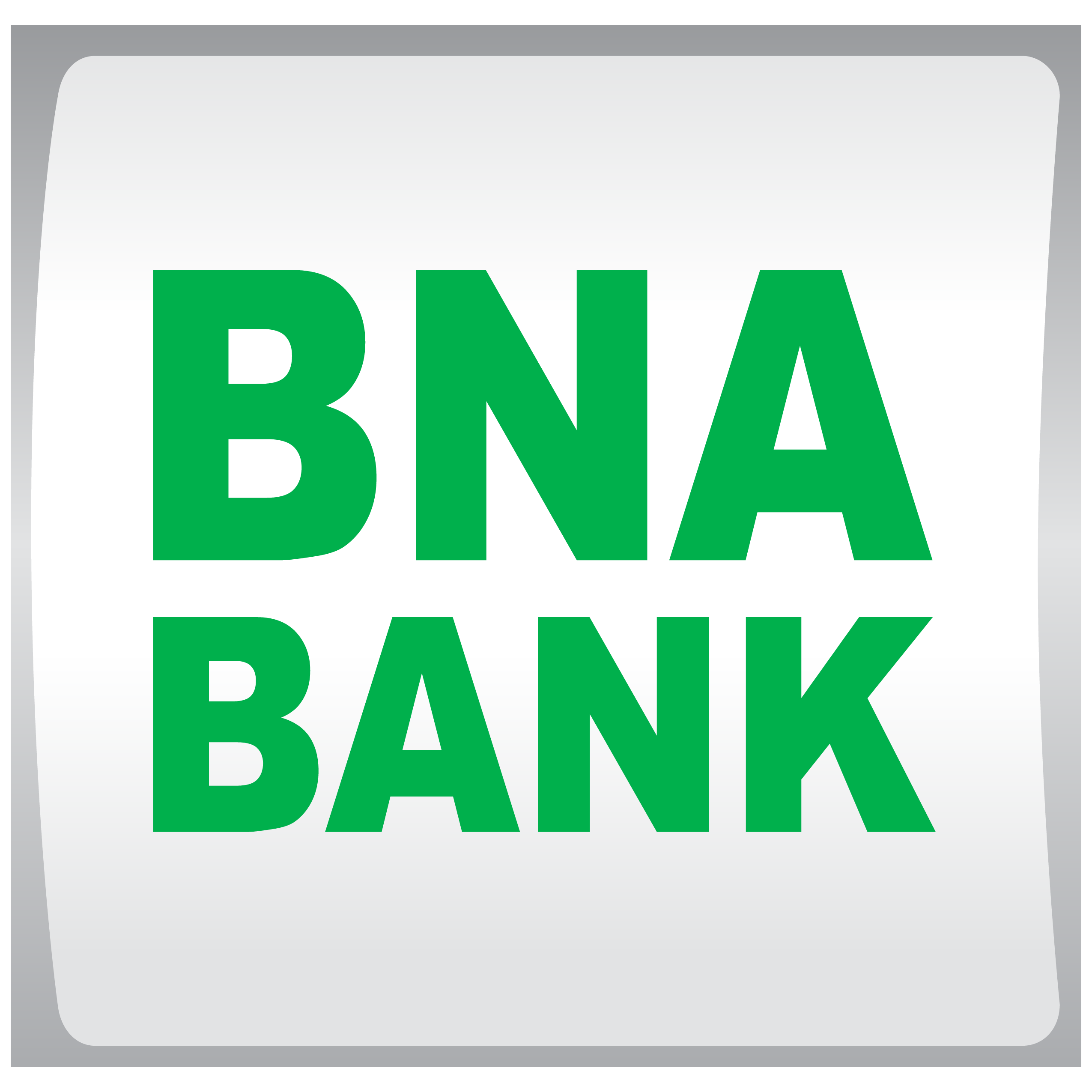
Ancien logo de la BNA.
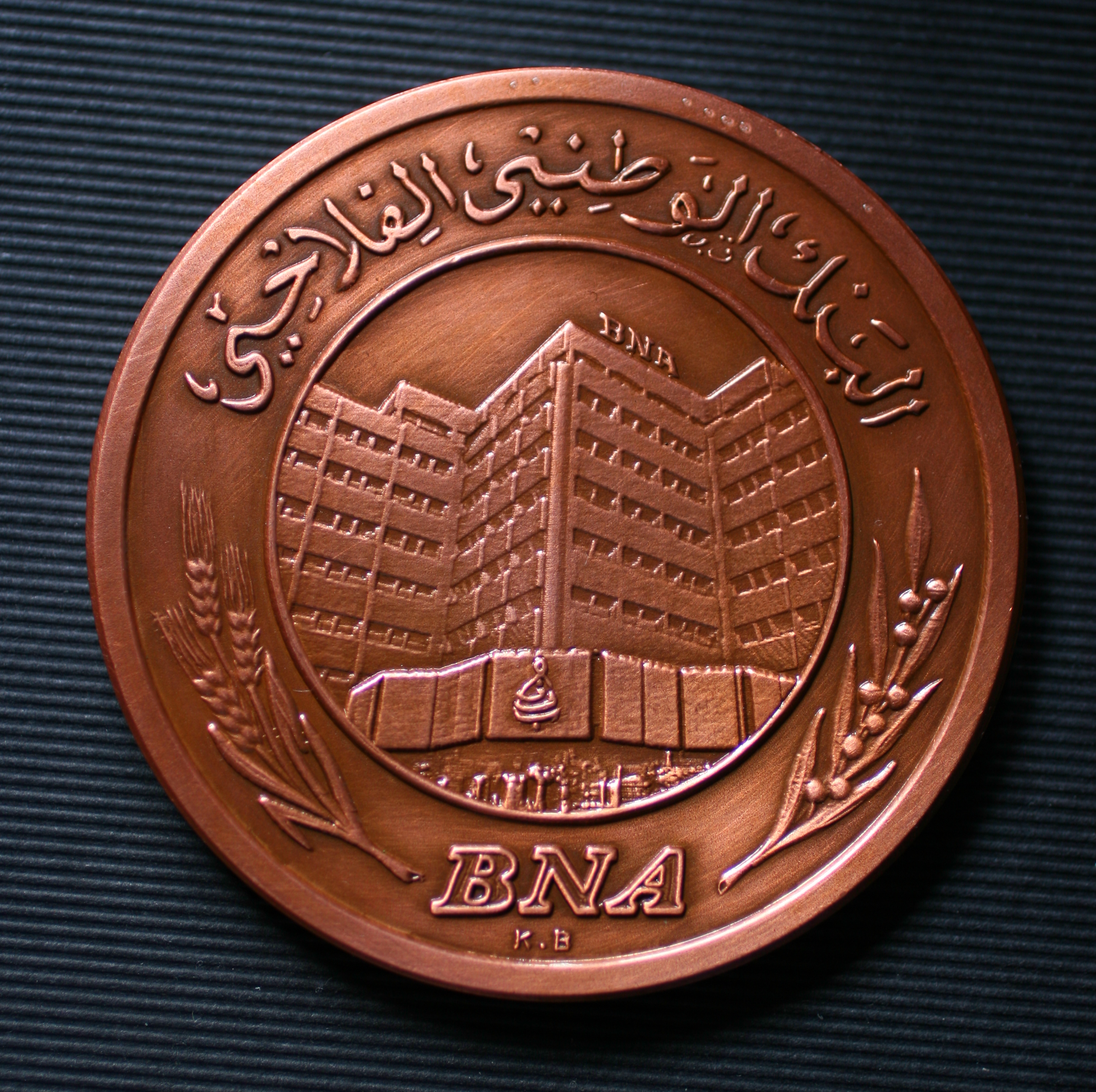
Face de la médaille commémorative dessinée par Brahim Konstantini à l'occasion du 50e anniversaire de la BNA.
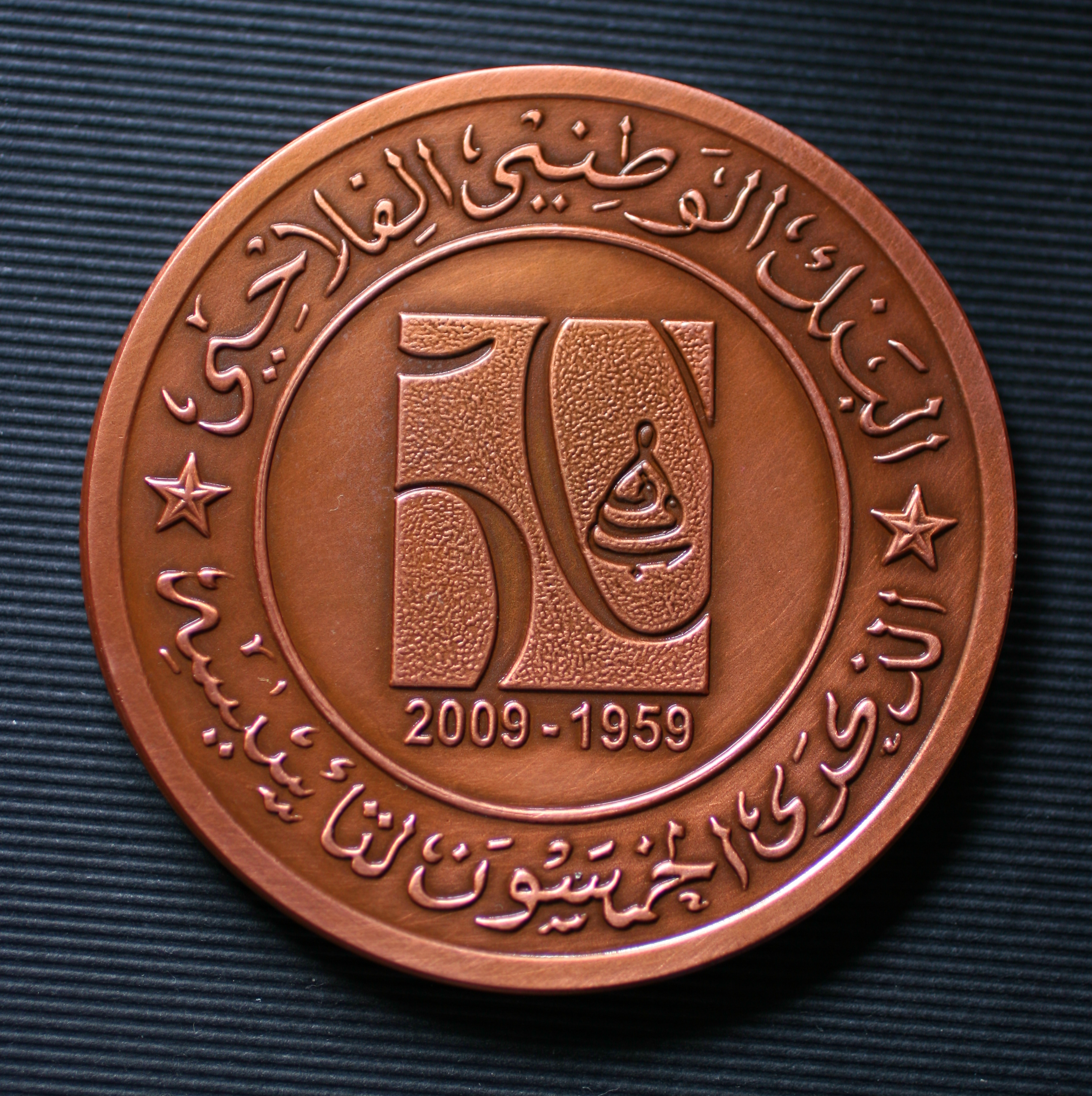
Revers de la médaille commémorative.

## Structure
La banque est composée d'une direction générale regroupant un président-directeur général, un directeur général adjoint et un secrétaire général auxquels sont rattachés treize directions centrales, un conseiller, des comités, un secrétariat permanent des marchés et une direction d'audit interne. Par ailleurs, quinze directions régionales sont installées dans les chefs-lieux des gouvernorats. Elle totalise 169 agences fin 2013.
Le groupe BNA comporte 18 filiales dont neuf sociétés financières et neuf actives dans divers secteurs d'activité : immobilier, agricole et services.
| Propriétaire                        | % du capital |
| ----------------------------------- | ------------ |
| État tunisien                       | 23,49        |
| Actionnaires publics                | 26,74        |
| Actionnaires parapublics            | 13,31        |
| Autres actionnaires                 | 36,46        |
| Sources : Banque nationale agricole |              |

## Codes BIC
| Branche | BIC         |
| ------- | ----------- |
| Tunis   | BNTETNTTXXX |
| Sousse  | BNTETNTTSSE |
| Sfax    | BNTETNTTSFX |